# I have a dream
Pour les articles homonymes, voir Dream et I Have a Dream (homonymie).
I have a dream
(« Je fais un rêve »)

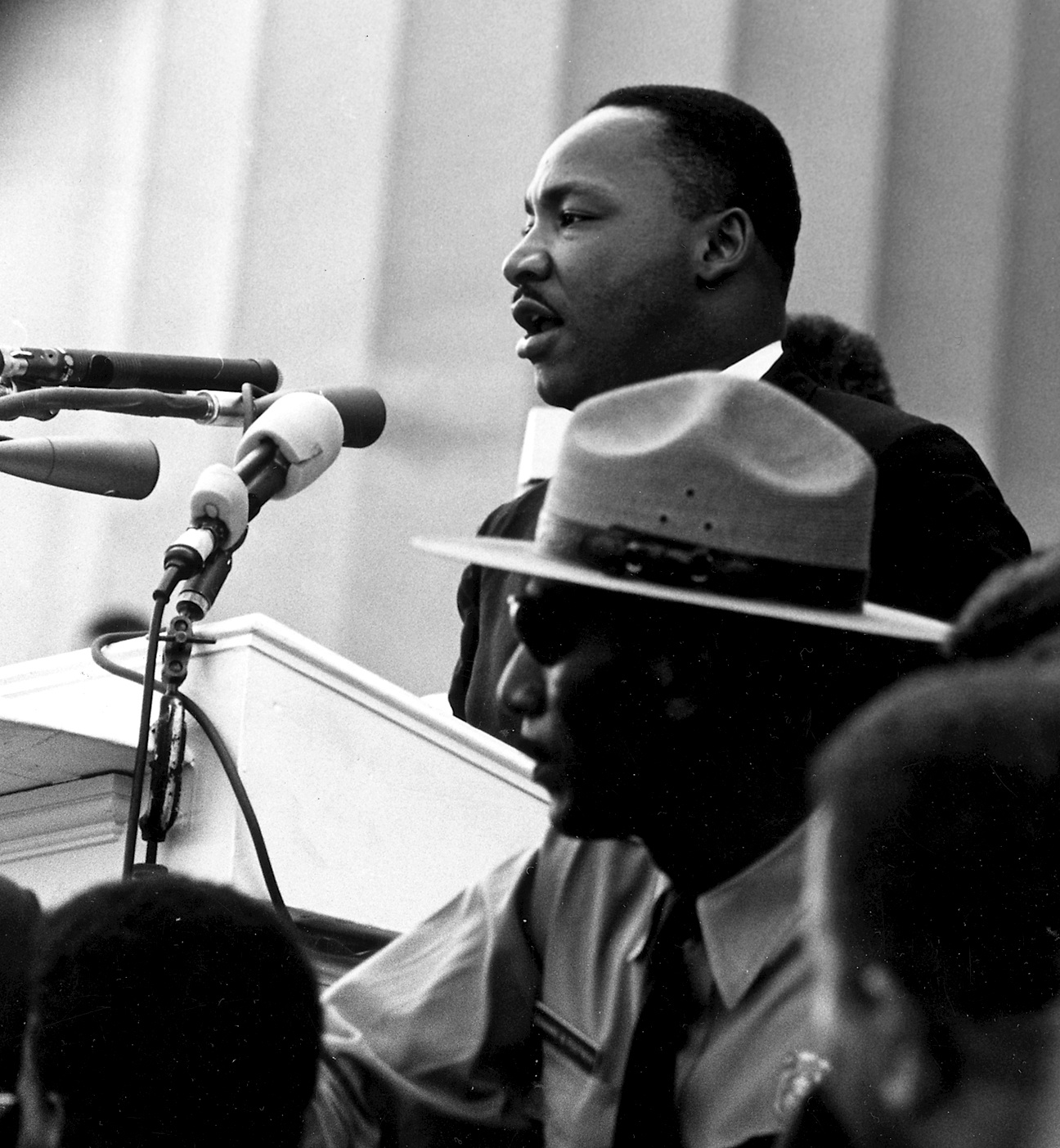
Martin Luther King s'adressant aux manifestants devant le Lincoln Memorial, lors de la Marche sur Washington pour l'emploi et la liberté, le 28 août 1963.

est le nom donné au discours prononcé le 28 août 1963 par le pasteur baptiste et militant américain  Martin Luther King
devant le Lincoln Memorial à Washington,
durant la Marche sur Washington pour l'emploi et la liberté organisée par le mouvement des droits civiques.
Ecouté par plus de  250 000 manifestants, « I have a dream » est considéré aux États-Unis comme l'un des discours les plus importants du XXe siècle
.
King en appelle solennellement à la fin du racisme et revendique l'égalité des droits civiques entre Euro-Américains et Afro-Américains.
Le discours débute par une référence à la Proclamation d'émancipation qui a libéré plusieurs millions d'esclaves en 1863. King déclare ensuite « qu’un siècle plus tard, le Nègre n'est toujours pas libre ». Poursuivant son discours, il s’écarte peu à peu de ses notes et improvise une anaphore, martelant l'expression « I have a dream » après que Mahalia Jackson lui a crié : « Parle-leur de ton rêve, Martin ! » Celui-ci décrit alors son rêve de liberté et d'égalité émergeant d'un monde marqué par l'esclavage et la haine. Selon le journaliste Jon Meacham, par cette seule phrase, Martin Luther King rejoint Jefferson et Lincoln parmi les hommes qui ont façonné les États-Unis modernes.

## Contexte

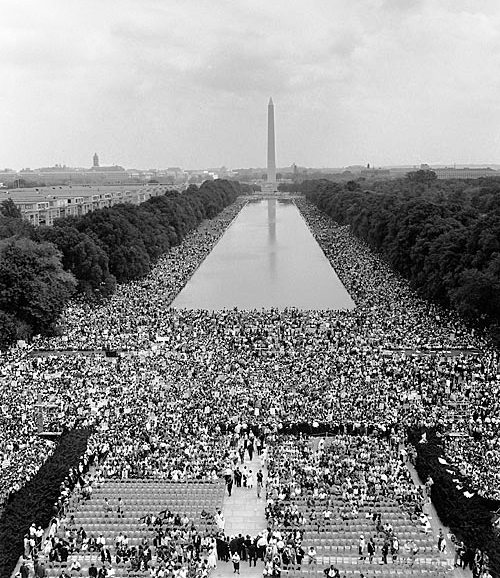
Les manifestants rassemblés devant le Lincoln Memorial, le 28 août 1963.

La Marche sur Washington pour l'emploi et la liberté avait en partie pour objectif d'afficher un soutien populaire au projet de loi sur les droits civiques proposé par l'administration Kennedy au mois de juin 1963. Par conséquent, Martin Luther King et les autres figures éminentes de la manifestation sont convenus d'effectuer des discours pacifiques et de ne pas inciter à la désobéissance civile, que prônait le Mouvement des droits civiques. King avait conçu son discours comme un hommage au discours de Gettysburg, prononcé par Abraham Lincoln en novembre 1863, destiné à être prononcé lors du centenaire de la Proclamation d'émancipation.

### Rédaction
King a utilisé le motif du rêve dans ses discours dès septembre 1960, avec une intervention devant la National Association for the Advancement of Colored People (NAACP) intitulée « Le Nègre et le Rêve américain ». Il y aborde la question de l'écart entre le rêve américain et la réalité, affirmant que les suprémacistes blancs ont brisé le rêve, et que « le gouvernement américain a fait de même, en raison de son inaction et de son hypocrisie, ainsi qu'en trahissant l’idéal de justice ». Il poursuit en déclarant que « le Nègre pourrait être l'instrument de Dieu pour racheter l'âme de l'Amérique ».
Martin Luther King avait déjà prononcé des discours préfigurant celui du 28 août 1963. En 1961, s'exprimant devant le Mouvement des droits civiques et des militants étudiants, il emploie le motif du rêve d’égalité : « Le rêve américain… Un rêve pour l’instant non réalisé ». Le 27 novembre 1962, il prononce un discours au lycée Booker T. Washington de Rocky Mount, en Caroline du Nord. Plus long que celui tenu devant le Lincoln Memorial en août 1963, ce discours comprend, dans un ordre différent, plusieurs parties quasiment similaires, dont le leitmotiv « I have a dream »[source insuffisante]. Après avoir été redécouvert en août 2015, une version restaurée et numérisée d'un enregistrement du discours de 1962 a été présentée au public par le département d’études littéraires de l'université d’État de Caroline du Nord. Enfin, en juin 1963, il emploie également l'expression de « rêve » dans une allocution lors d'une manifestation à Détroit, sur la Woodward Avenue, en compagnie de Walter Reuther et du pasteur noir C. L. Franklin.

## Le discours

### Allusions et citations
En plus de sa vive rhétorique, il introduisit plusieurs citations soigneusement choisies et des allusions politiques et religieuses pour renforcer son propos. Dans l'ordre d'apparition :
Premièrement, à Abraham Lincoln, pour son discours de Gettysburg et pour la Proclamation d'émancipation (lors de son discours, Martin Luther King se tenait au pied de la statue de Lincoln) :
« Five score years ago, a great American, in whose symbolic shadow we stand today, signed the Emancipation Proclamation. »
— « Il y a cent ans, un grand Américain, dans l'ombre symbolique duquel nous nous tenons aujourd’hui, a signé la Proclamation d'Émancipation. »
Aux documents fondateurs des États-Unis d’Amérique (Constitution et Déclaration d'indépendance) :
« I have a dream that one day this nation will rise up and live out the true meaning of its creed: “We hold these truths to be self-evident, that all men are created equal." »
— « Je fais le rêve qu'un jour cette nation se lèvera et vivra le vrai sens de sa foi : « Nous tenons ces vérités comme allant de soi, que les hommes naissent égaux. » »
« When the architects of our republic wrote the magnificent words of the Constitution and the Declaration of Independence, they were signing a promissory note to which every American was to fall heir. This note was a promise that all men, yes, black men as well as white men, would be guaranteed to the inalienable rights of life liberty and the pursuit of happiness. »
— « Quand les architectes de notre république écrivirent les textes magnifiques de la Constitution et de la Déclaration d'Indépendance, ils signèrent un billet à ordre que chaque Américain allait retrouver dans son héritage. C'était la promesse que chacun — oui, les noirs tout autant que les blancs — serait assuré de son droit inaliénable à la vie, à la liberté et à la quête du bonheur. »
À Amos 5:24 :
« we are not satisfied and we will not be satisfied until justice rolls down like waters and righteousness like a mighty stream. »
— « nous ne sommes pas satisfaits et nous ne serons satisfaits que le jour où la justice se déversera comme un torrent et la droiture comme un fleuve puissant. »
À Isaïe 40:4-5 :
« I have a dream that one day every valley shall be exalted, and every hill and mountain shall be made low, the rough places will be made plain, and the crooked places will be made straight, and the glory of the Lord shall be revealed and all flesh shall see it together. »
— « Je fais le rêve qu'un jour chaque vallée s'élèvera et chaque colline et montagne sera aplanie, les endroits rugueux seront lissés et les endroits tortueux redressés, et la gloire du Seigneur sera révélée et tous les êtres faits de chair la verront ensemble. »
À la chanson My Country, 'Tis of Thee :
« this will be the day when all of God's children will be able to sing with new meaning "My country 'tis of thee, sweet land of liberty, of thee I sing. Land where my father's died, land of the Pilgrim's pride, from every mountainside, let freedom ring!" »
— « tous les enfants de Dieu pourront chanter avec un sens nouveau cette chanson patriotique, « Mon pays, c'est de toi, douce patrie de la liberté, c'est de toi que je chante. Terre où reposent mes aïeux, fierté des pèlerins, de chaque montagne, que la liberté retentisse ! »

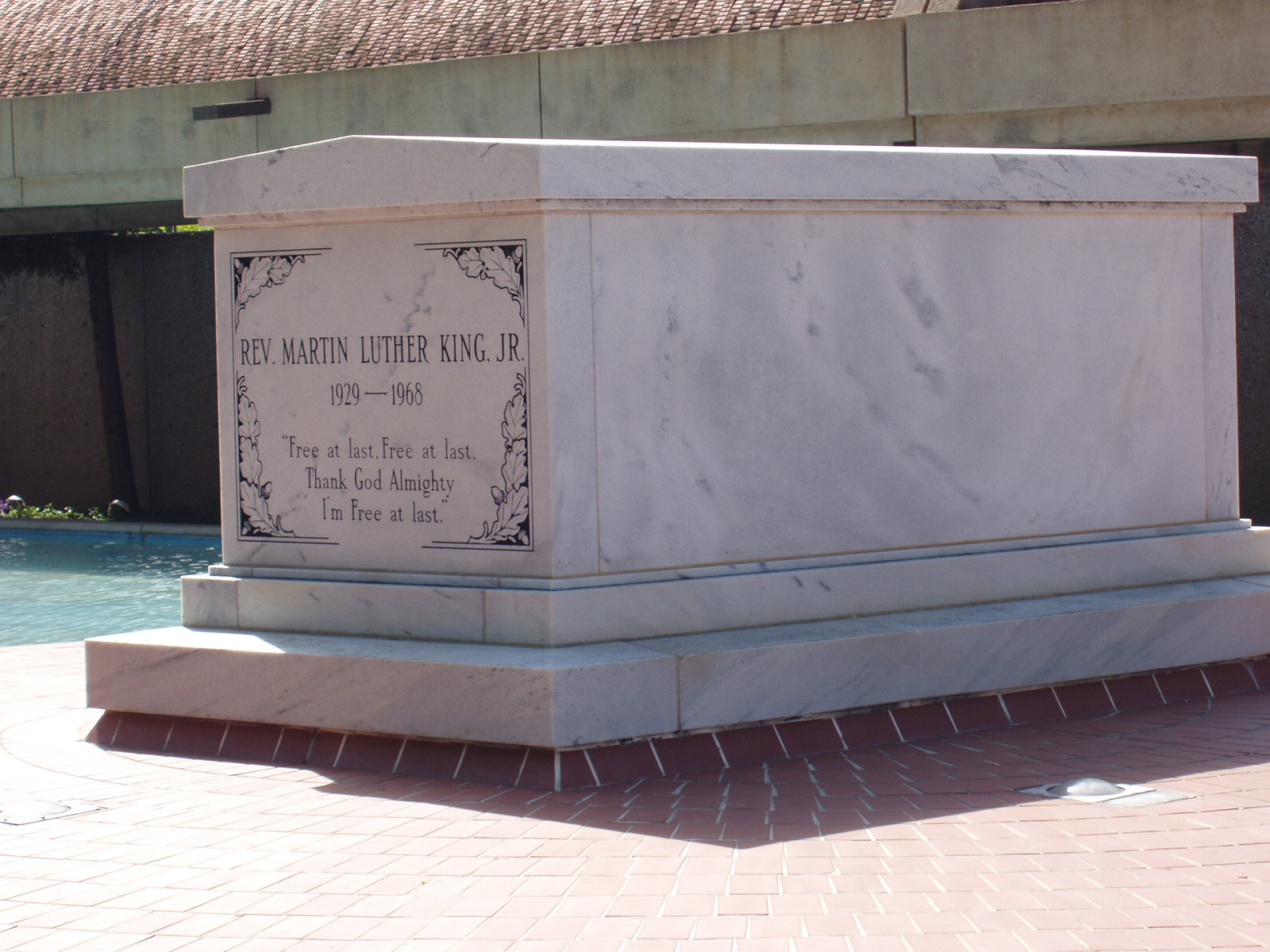
, repris en épitaphe sur la tombe de M. L. King avec la modification.

Enfin, aux mots du vieux negro spiritual Free at Last (chanson) :
« Free at last! Free at last! Thank God Almighty, we are free at last! »
— « Enfin libres ! Enfin libres ! Dieu Tout-Puissant merci, nous sommes enfin libres ! »

## Réactions
Selon le membre de la Chambre des représentants et militant afro-américain John Lewis, qui prit également la parole ce jour-là au nom du Comité de coordination des étudiants non violents : « En parlant comme il l'a fait, il a éduqué, il a inspiré, il a guidé non pas simplement les gens qui étaient là, mais les gens partout en Amérique ainsi que les générations à venir ».
Martin Luther King et le mouvement des droits civiques ne sont pourtant pas appréciés de l’opinion publique et la marche est rejetée par les deux tiers des Américains. D’après les sondages effectués par le New York Times en 1964, les New-Yorkais voient en Martin Luther King un « extrémiste » et jugent « excessives » les revendications de droits civiques.

## Conséquences et postérité
La Marche sur Washington fit pression sur l'administration Kennedy, de sorte que celle-ci fut contrainte de soumettre son projet de Civil Rights Act au Congrès. Dans les mémoires de l'historien Arthur Schlesinger, publiées à titre posthume en 2007, ce dernier affirme que le président Kennedy espérait que la marche attire un nombre suffisant de participants, afin de soutenir son programme de développement des droits civiques.
Porté par le succès de la marche et de son discours, King est nommé « Personnalité de l'année selon Time Magazine » en 1963. L'année suivante, en 1964, il devient la plus jeune personne à obtenir le prix Nobel de la paix. Le discours n'est retranscrit en intégralité qu'en août 1983, soit quinze ans après la mort de son auteur, et publié dans The Washington Post.
Le discours est inscrit en 2002 au registre national des enregistrements (National Recording Registry) de la bibliothèque du Congrès  à Washington. En 2012, il reçoit le Grammy Hall of Fame Award.

## Controverse sur le droit d'auteur
Pendant plusieurs années, le discours a fait l’objet de différentes affaires juridiques concernant le droit d'auteur. La controverse reposait sur le fait que King avait fait son discours publiquement devant un large auditoire, discours retransmis à la télévision, et que ce n’est qu’un mois plus tard qu'il en avait enregistré le droit d'auteur (comme exigé alors par la loi américaine). Finalement, le 5 novembre 1999, dans la Succession de Martin Luther King, Jr. contre CBS, Inc. (en), la Cour d'appel des États-Unis pour le onzième circuit (United States Court of Appeals for the Eleventh Circuit) a statué que la diffusion publique du discours ne constituait qu'une « publication restreinte », et que les ayants droit n'étaient pas déchus de leur droit d'auteur. Ainsi ils peuvent exiger une licence pour la rediffusion du discours, que ce soit dans un programme de télévision, un livre historique, une représentation théâtrale ou autre.
La société EMI Publishing en gère les droits pour les héritiers depuis 2009 et la seule façon légale de voir et entendre le discours dans son intégralité est d'acheter le DVD vendu par le King Center (Atlanta, Géorgie) pour 20 dollars. Le discours passera dans le domaine public en 2038, soixante-dix ans après la mort de son auteur.

## Performances dans les Charts
Après la mort de Martin Luther King, le discours a été publié en tant que single chez Gordy Records (en) et a réussi à entrer dans le Billboard Hot 100, atteignant la 88ème place.